# عبد العزيز بن فيصل الدويش
عبد العزيز بن فيصل الدويش المشهور باسم عزيّز الدويش (1904 - 11 سبتمبر 1929)، أكبر أنجال الشيخ فيصل الدويش ويكنى به (أبو عبد العزيز) . هو أحد زعماء الإخوان وقائد قوات الإخوان في معركة أم رضمة، التي لقي فيها مصرعه مع غالبية الإخوان.

## حركة الإخوان
كان عزيّز الدويش الابن الأكبر لفيصل الدويش وقد حضر نيابة عن والده في مؤتمر الرياض عام 1928 والذي اجتمعت فيه جميع الشخصيات البارزة في نجد، كما شارك بمعركة السبلة في 30 مارس 1929.
وبعد معركة السبلة أرسله والده على رأس وفد ذهب إلى الكويت في 2 يوليو لإقناع الشيخ أحمد الجابر الصباح بالانضمام إلى ثورة الإخوان.
وفي 2 أغسطس 1929 قاد قوات الإخوان في هجومهم على القاعية في لمواجهة قوات عبد العزيز بن عبد الرحمن بن فيصل آل سعود المكونة من سبيع والسهول تتبعهم سرية ابن عرفج حقق فيها نصراً للإخوان.
وقاد غزوة للإخوان في 15 أغسطس مكونة من 650 مقاتل من قبيلة مطير لغزوا القبائل الموالية لابن سعود من شمر وعنزة واستولوا على قطعان كبيرة من الإبل وغنموا قافلة سعودية تنقل ما مقداره 10,000 ريال من الزكاة إلى حائل وحينما أرادوا الرجوع قطع عبد العزيز بن مساعد بن جلوي آل سعود عليهم خط الرجعة عند آبار أم رضمة وجرت معركة أم رضمة في 11 سبتمبر 1929. وقد لقي فيها عزيّز الدويش مصرعه، وكان مقتله سبباً لانهيار ثورة الإخوان خصوصاً بعد فقدهم 500 مقاتل من خيرة مقاتليهم ورجالاتهم.